# Sardón de los Frailes
Sardón de los Frailes è un comune spagnolo di 96 abitanti situato nella comunità autonoma di Castiglia e León.